# Bénédicte Fombonne
Pour les articles homonymes, voir Fombonne.
Bénédicte Fombonne (née le 1er septembre 1975 à Annonay, Ardèche ) est une joueuse française de basket-ball évoluant au poste d’ailière.

## Biographie
Après six années à Villeneuve-d'Ascq, dont deux finales de coupe de France et une participation à l'Euroligue, elle quitte le club pour répondre à l'offre de Dunkerque qui lui propose de prendre la direction de la formation des jeunes joueuses, tout en participant au match de Nationale 1.
En 2010-2011, elle joue encore en Ligue 2 pour Dunkerque.
En octobre 2014, elle est l'unique femme coach de toutes les équipes masculines de niveau national pour sa seconde saison de head coach après deux saisons comme assistante.

## Carrière

### Clubs
- 1998-2002 :  COB Calais
- 2002-2008 :  Villeneuve-d'Ascq
- 2008-2011 :  Dunkerque Malo
- 2011-2013 :  Ouest lyonnais basket

## Palmarès
- Finaliste de la Coupe de France en 2003.
- Championne de France N1B en 1993 et 1998.
- Championne de France NF2 avec le Centre Fédéral en 1992.

- Championne de France des Ligues (sélection régionale des Alpes)en 1990 et 1991.

## Entraîneur

### Clubs
- 2011-2013 :  OLB (assistante)
- 2013-2023 :  OLB (head coach)